# Эвкалипт мёдопахнущий
Эвкалипт мёдопахнущий (лат. Eucalyptus melliodora) — вечнозелёное дерево, вид рода Эвкалипт (Eucalyptus) семейства Миртовые (Myrtaceae).

## Распространение и экология
|                                                                                        |
|                                                                                        |
|                                                                                        |
| Сверху вниз. Кора в нижней части ствола. Взрослые листья. Ветка с бутонами и цветками. |

В природе ареал охватывает юго-восток Австралии — плоскогорья от Квинсленда до Виктории. Растёт на низменностях и в горах, удалённых от берега моря. Лучше растёт на равнинах и по берегам рек на аллювиальных почвах; встречается по склонам холмов и гор на высоте от 150 до 600 м над уровнем моря в местностях с годовыми осадками в 375—500 мм. Чистых лесов не образует, а произрастает вместе с Эвкалиптом камальдульским, Эвкалиптом белодревесным, Эвкалиптом обильноцветковым и другими видами.
Отличается относительно медленным ростом, особенно в первые годы жизни, впоследствии рост усиливается. На наносной почве за 4—5 лет достигает высоты в 5—6 м, при диаметре ствола 5—6 см, в возрасте 14—15 лет соответственно 10—12 м и 15—20 см; на оподзоленной почве за 4 года достигает высоты в 2—3 м и 1,5—3 см в диаметре. На Черноморском побережье Кавказа также лучше всего растёт по долинам рек на богатых аллювиальных почвах и на покатых, рыхлых склонах. В этих условиях в Сухуми 30—40-летние экземпляры имели высоту 20—25 м при диаметре ствола 60—70 см.
Устойчив к жаре и сухим ветрам. Морозостоек. Молодые растения легко переносят понижение температуры до -7,5 °C, а взрослые -10… -9 °C. Продолжительные морозы в 9—10 °С являются критическими.

## Ботаническое описание
Дерево высотой до 60 м.
Кора чешуйчато-хлопьевидная или полуволокнистая, остается на стволе; на ветвях гладкая и зеленовато-серая.
Молодые листья супротивные, в количестве 3—5 пар, черешковые, от продолговатых до эллиптических, светло-сизые, длиной 2—5 см, шириной 1,5—2,5 см. Взрослые — очерёдные, узко или широко ланцетные, черешковые, жёсткие, длиной 7—18 см, шириной 0,7—2,5 см.
Зонтики 3—6-цветковые, пазушные или в верхушечных метёлках; ножка зонтика  цилиндрическая, длиной 6—9 мм; бутоны на ножках, булавовидные, длиной 7—8 мм, диаметром 5—6 мм; крышечка от конической до полушаровидной, несколько короче трубки цветоложа; пыльники сросшиеся, косо прикреплённые к нитям, клиновидно-усечённые, открываются конечными щелями или порами.
Плоды на ножках, полушаровидные или почти шаровидные, диаметром 5—7 мм, с плоским, довольно тонким диском и маленькими, вдавленными створками.
На родине цветёт в сентябре — феврале; на Черноморском побережье Кавказа — в мае — августе.

## Значение и применение
Хороший медонос. Эвкалиптовый мёд почти прозрачный, жидкий, при созревании густеет и постепенно приобретает тёмно-коричневый или янтарный оттенок. Вкус горьковатый и терпкий, со специфическим  послевкусием. Засахаривается такой мед на протяжении месяца. Состав и калорийность эвкалиптового мёда зависит от того, в какой местности растут эвкалипты. Обычно в эвкалиптовом меде содержится максимум 19% воды, 80% углеводов, различные аминокислоты, декстрины, ферменты, соединения белкового происхождения, всевозможные полезные микроэлементы, витамины, масла эфирные. Калорийность эвкалиптового меда составляет 303 ккал из расчета на 100 г продукта.
Древесина светлая, желтовато-коричневая, твёрдая, тяжёлая и очень прочная, трудно обрабатывается, но хорошо полируется. Используется в кораблестроении для настилки палуб, на шпалы, для столбов, втулок маховиков, валов и т. д.
В листьях содержится эфирное эвкалиптовое масло (0,87 %), состоящее из цинеола (52 %), фелландрена, пинена, сесквитерпенов и эфиров.

## Классификация

### Представители
В рамках вида выделяют ряд разновидностей:
- Eucalyptus melliodora var. brachycarpa Blakely
- Eucalyptus melliodora var. elliptocarpa Blakely
- Eucalyptus melliodora var. melliodora

### Таксономия
Вид Эвкалипт мёдопахнущий входит в род Эвкалипт (Eucalyptus) подсемейства Миртовые (Myrtoideae) семейства Миртовые (Myrtaceae) порядка Миртоцветные (Myrtales).
|  |                                      |  |                                                             |                                                             |                    |  | ещё 13 семейств (согласно Системе APG II) | ещё 13 семейств (согласно Системе APG II)    |                                              |  |  |  | ещё 130 родов       | ещё 130 родов             |  |  |
|  |                                      |  |                                                             |                                                             |                    |  | ещё 13 семейств (согласно Системе APG II) | ещё 13 семейств (согласно Системе APG II)    |                                              |  |  |  | ещё 130 родов       | ещё 130 родов             |  |  |
|  |                                      |  |                                                             | порядок Миртоцветные                                        |                    |  |                                           |                                              | подсемейство Миртовые                        |  |  |  |                     | вид Эвкалипт мёдопахнущий |  |  |
|  |                                      |  |                                                             | порядок Миртоцветные                                        |                    |  |                                           |                                              | подсемейство Миртовые                        |  |  |  |                     | вид Эвкалипт мёдопахнущий |  |  |
|  | отдел Цветковые, или Покрытосеменные |  |                                                             |                                                             | семейство Миртовые |  |                                           |                                              | род Эвкалипт                                 |  |  |  |                     |                           |  |  |
|  | отдел Цветковые, или Покрытосеменные |  |                                                             |                                                             |                    |  |                                           |                                              |                                              |  |  |  |                     |                           |  |  |
|  |                                      |  | ещё 44 порядка цветковых растений (согласно Системе APG II) | ещё 44 порядка цветковых растений (согласно Системе APG II) |                    |  |                                           | ещё 1 подсемейство (согласно Системе APG II) | ещё 1 подсемейство (согласно Системе APG II) |  |  |  | ещё более 700 видов |                           |  |  |
|  |                                      |  |                                                             | ещё 44 порядка цветковых растений (согласно Системе APG II) |                    |  |                                           |                                              | ещё 1 подсемейство (согласно Системе APG II) |  |  |  |                     |                           |  |  |